# Jack Sullivan (giocatore di lacrosse)
John Sullivan, detto Jack (Cobourg, 29 agosto 1870 – ...), è stato un giocatore di lacrosse statunitense, vincitore di una medaglia d'argento nel lacrosse maschile a squadre ai Giochi della III Olimpiade.

## Palmarès
In carriera ha conseguito i seguenti risultati:
- Giochi olimpici

Saint Louis 1904: argento nel lacrosse maschile a squadre.